# サムドラ・パサイ王国

サムドラ・パサイ王国

サムドラ・パサイ王国の版図（青の部分）

サムドラ・パサイ王国（サムドラ・パサイおうこく、マレー語:Kesultanan Samudera Pasai、アチェ語:Keurajeuën Samudra Pasè1267年 - 1521年）は、スマトラ島北端にあり、13世紀から15世紀の間に東南アジア最初のイスラーム国家として繁栄した。

## 歴史

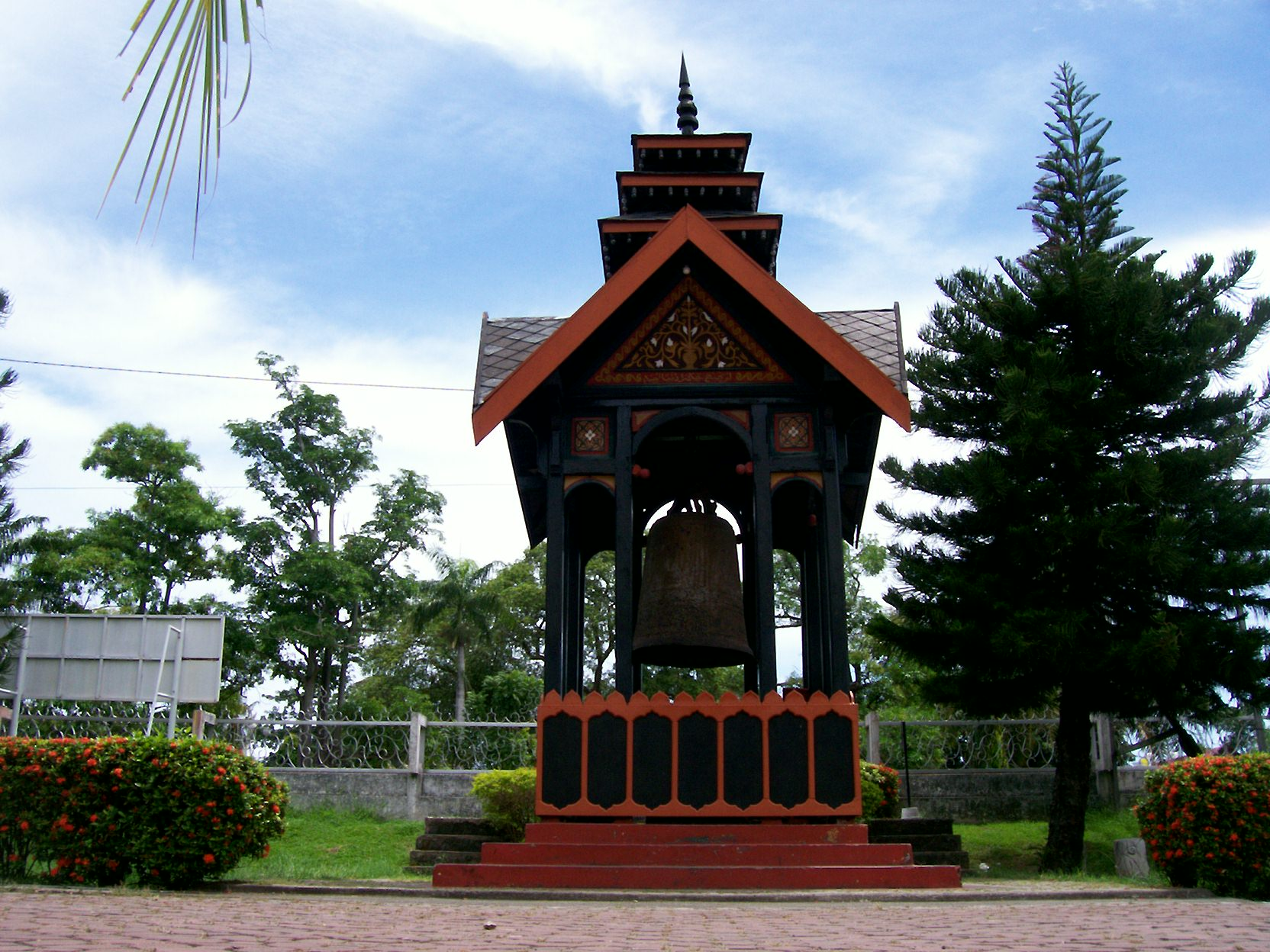
鄭和が贈ったとされる鐘楼

1292年、マルコ・ポーロが訪れ、5ヶ月風待ちして過ごした。
14世紀にはイブン・バットゥータが訪れた。
1406年頃、『明史』によれば鄭和がサムドラ・パサイ王国（蘇門答臘、Semudera）を6度訪れている。
1417年にサムドラ・パサイ王女とマラッカ王国のイスカンダル・シャーと婚姻が成立した。ポルトガル人トメ・ピレスの『東方諸国記』によれば、当時のマラッカ王国の国力は周辺国に比べて劣っていた為、マラッカ王国と敵対していたマジャパヒト王国との関係をサムドラ・パサイ王国が仲介して良化し、サムドラ・パサイ王国に住むイスラム教徒をマラッカ王国へ移住させ、イスカンダル・シャーが周辺地域の海賊、漁師にマラッカへの移住を積極的に勧めた結果、彼の治世の3年目（1416年 - 1417年ごろ）には人口は2000から6000人に到達した。
1511年8月、ポルトガルによるマラッカ占領 (1511年)。
1521年、ポルトガル領マラッカによって、滅亡した。